# Laila in Haifa
Pour plus de détails, voir Fiche technique et Distribution.
Laila in Haifa est un film israélien réalisé par Amos Gitaï, sorti en 2020.

## Fiche technique
- Titre français : Laila in Haifa
- Réalisation : Amos Gitaï
- Direction artistique : Ziv Koren et Arie Weiss
- Photographie : Eric Gautier
- Musique : Alexey Kochetkov
- Pays d'origine : Israël
- Format : Couleurs - 35 mm
- Genre : comédie dramatique
- Dates de sortie :
  - Italie : 8 septembre 2020 (Mostra de Venise 2020)
  - France : 1er septembre 2021

## Distribution
- Maria Zreik : Laila
- Bahira Ablassi : Bahira
- Tom Baum : Tom
- Tsahi Halevi : Gil
- Fayez Abu Haya : Fati
- Khawla Ibraheem : Khawla
- Anuar Jour : Anuar
- Amir Khoury : Amir
- Clara Khoury : Roberta
- Makram Khoury : Kamal
- Hana Laszlo : Hanna
- Asher Lax : Asher
- Josephine George Nasser : Josephine
- Naama Preis : Naama
- Muzi Rap : Mustapha
- Andrzej Seweryn : Andre
- Hisham Suliman : Hisham

## Sortie

### Accueil critique
En France, le site Allociné recense une moyenne des critiques presse de 2,6/5. 

## Distinction

### Sélection
- Mostra de Venise 2020 : sélection en compétition